# Trauermarsch (Musik)

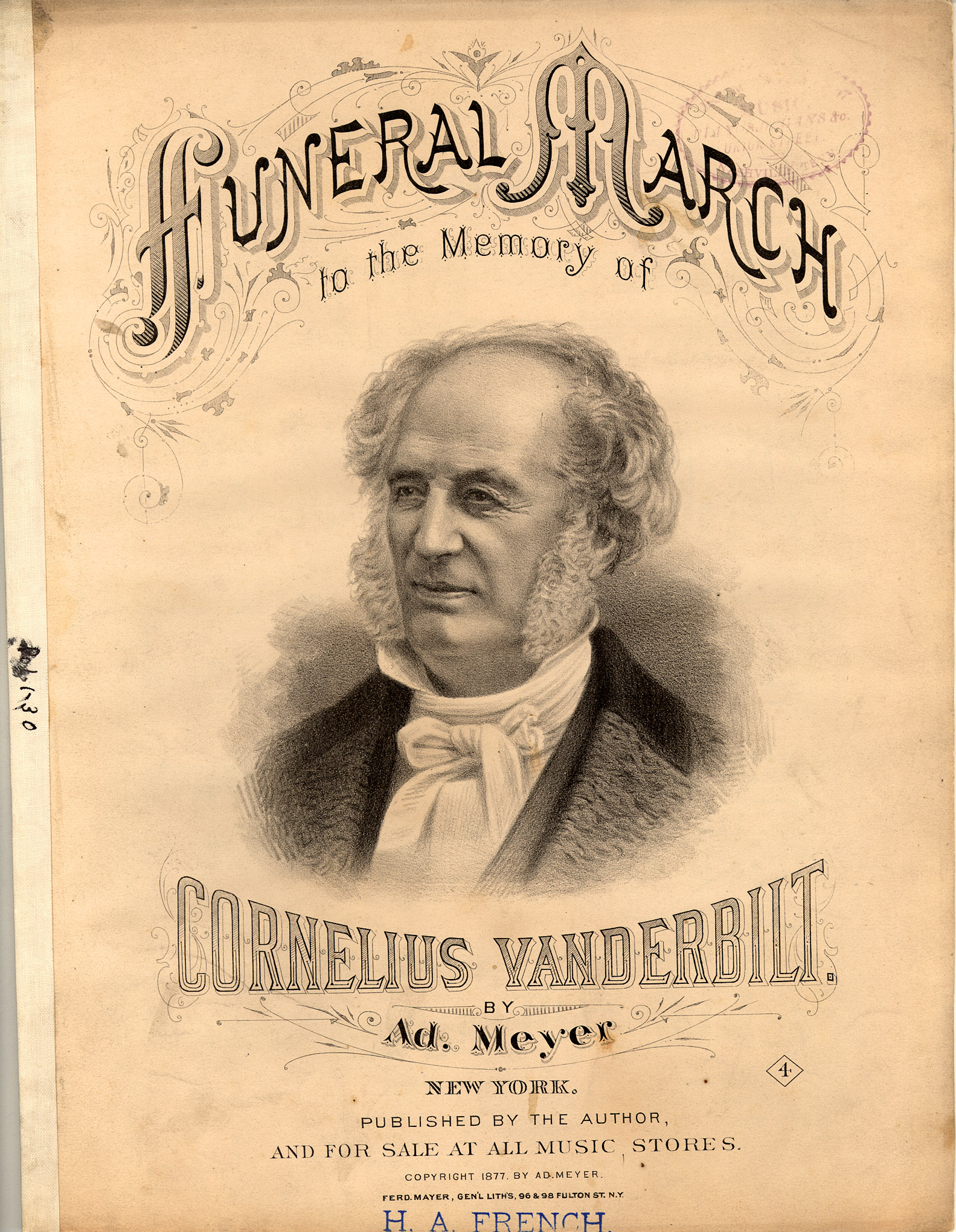
Trauermarsch (funeral march) in Erinnerung an Cornelius Vanderbilt, von Ad. Meyer, New York, 1877

Trauermärsche werden traditionell häufig beim weltlichen Teil von Traueranlässen, vor allem Beerdigungen, gespielt. Auch bei manchen politisch motivierten Protestdemonstrationen werden, begleitend zu einer symbolischen Beerdigung (mit vorangetragenem Sarg), Trauermärsche verwendet.
Sie sind meist in Moll gehalten, mit langsamem Tempo und gleichförmigem Rhythmus (dem Marschcharakter gemäß punktierte vollstimmige Akkorde), einen Leichenzug nachahmend. Die Trauermärsche lassen sich einteilen in Kompositionen
- für die Trauerfeier einer i. d. R. hochgestellten Persönlichkeit (Purcell, Cherubini, Adam, Söderman),
- als Gedenken an einen Freund oder Kollegen nach der Beerdigung (Grieg),
- im Zusammenhang mit einer Opern-/Oratorienhandlung für den verstorbenen Helden (Händel, Donizetti, Wagner),
- als ideeller Ausdruckscharakter in der Konzeption von Sonate oder Symphonie (Beethoven, Chopin, Mahler).
- ohne speziellen äußeren Traueranlass (Mozart, Liszt).

## Bekannte Trauermärsche
- March als 1. Satz der Music for the Funeral of Queen Mary von Henry Purcell zum Begräbnis der englischen Königin Maria II. (1695) – für vier Trompeten.
- Marche funèbre pour le convoi du Roy (1715) für Ludwig XIV. von Frankreich, von André Danican Philidor „l’aîné“ (1652–1730), für Oboen und Fagotte.
- Der Trauermarsch (Dead March) aus dem 3. Akt des Oratoriums Saul (HWV 53) bzw. dem Oratorium Samson (HWV 57) von Georg Friedrich Händel.
- Sogenannter Kleiner Trauermarsch c-Moll (KV 453a) von Wolfgang Amadeus Mozart – kleines Klavierstück, das Mozart 1784 seiner Kompositionsschülerin Barbara Ployer ins Stammbuch schrieb. Der Originaltitel lautet Marche funèbre, del Sign. Maestro Contrapuncto.
- Trauermarsch (Marcia funebre) as-moll, 3. Satz aus der Klaviersonate Nr. 12 von Ludwig van Beethoven, op. 26, um 1800.
- Trauermarsch (Marcia funebre) c-Moll, 2. Satz aus der 3. Sinfonie von Ludwig van Beethoven, op. 55, aus dem Jahr 1803.
- Marche funèbre von Luigi Cherubini – Orchesterwerk von 1820 anlässlich der Trauerfeierlichkeiten für den in Paris ermordeten bourbonischen Herzog von Berry.
- Trauermarsch Nr.1 von Johann Heinrich Walch, lange Zeit Ludwig van Beethoven zugeschrieben (WoO Anh. 13), daher auch Beethovens Trauermarsch
- Trauermarsch (Marche funèbre) b-Moll, 3. Satz  aus der Klaviersonate Nr. 2, op. 35, von Frédéric Chopin, aus dem Jahr 1839.
- Marche funèbre de Napoléon von Adolphe Adam, die zum offiziellen Begräbnis Napoleons I. 1840 in Paris gespielt wurde, neunzehn Jahre nach seinem Tod.
- Marcia funebre aus dem letzten Akt der Oper Nabucco (1842) von Giuseppe Verdi.
- Trauermarsch mit Choreinlage aus dem III. Akt der Oper Dom Sébastien (1843) von Gaetano Donizetti (virtuose Klavierfassung von Franz Liszt, 1844).
- Trauermarsch von Edvard Grieg für Orchester – für seinen Freund und Kollegen Rikard Nordraak.
- Trauermarsch für König Karl XV. von Schweden (1872) von August Söderman für Orchester.
- Trauermarsch aus dem Dritten Aufzug der Oper Götterdämmerung (1876) von Richard Wagner, bestehend aus einer Fülle von Leitmotiven aus der bisherigen Handlung.
- Omaggio alla memoria del Gran Re galantuomo (1878) von Gaetano Fabiani, anlässlich des Todes von König Viktor Emanuel II.
- Prélude & Marche funèbre von Franz Liszt – kleines Klavierwerk von 1885.
- 4. Satz (Funebre) der 1. Klaviersonate von Alexander Skrjabin (1892).
- Trauermarsch, 3. Satz aus der 1. Sinfonie (1889) von Gustav Mahler, basierend auf dem Kanon Frère Jacques.
- Trauermarsch cis-Moll, 1. Satz aus Gustav Mahlers 5. Sinfonie, aus dem Jahr 1904.
- Unsterbliche Opfer: Trauermarsch der Arbeiterbewegung.
- Trauermarsch cis-Moll, 2. Satz aus der 7. Sinfonie von Anton Bruckner

## Trivia
- Die Einzugsmusik des Wrestlers „The Undertaker“ ist der Trauermarsch von Chopin.[1]
- In der Simpsons-Episode Homer, die Ratte, GABF08 16. Staffel, 14. Folge (349), erklingt in der Sporthalle der Trauermarsch von Mahler.
- Duke Ellington spielt in der Black and Tan Fantasy auf Chopins Marche funèbre an.